# Bret Hedican
Bret Michael Hedican  (* 10. srpna 1970, Saint Paul, Minnesota) je bývalý americký hokejový obránce.

## Hráčská kariéra
Draftován byl v roce 1988 týmem St. Louis Blues v desátém kole. V NHL odehrál za St. Louis Blues, Vancouver Canucks, Florida Panthers, Carolina Hurricanes a Anaheim Ducks celkem 1039 zápasů v základní části a 108 v playoff. V základní části vstřelil 55 gólů a zaznamenal 239 asistencí, v playoff 4 góly a 22 asistencí. V roce 2006 se s týmem Carolina Hurricanes stal vítězem Stanley Cupu.
Spojené státy reprezentoval na 2× na zimních olympijských hrách (1992 a 2006) a 3× na mistrovství světa (1997, 1999 a 2001).

## Ocenění a úspěchy
- 1991 WCHA – První All-Star Tým

## Prvenství
- Debut v NHL – 23. března 1992 (Toronto Maple Leafs proti St. Louis Blues)
- První gól v NHL – 14. dubna 1992 (St. Louis Blues proti Chicago Blackhawks, do prázdné branky)
- První asistence v NHL – 7. prosince 1992 (Vancouver Canucks proti St. Louis Blues)

## Klubová statistika
| Sezóna     | Klub                   | Soutěž     |      | Základní část | Základní část | Základní část | Základní část | Základní část |   | Play off | Play off | Play off | Play off | Play off |
| Sezóna     | Klub                   | Soutěž     | Z    | G             | A             | B             | TM            | Z             | G | A        | B        | TM       |          |          |
| 1988–89    | St Cloud State Huskies | WCHA       | 28   | 5             | 3             | 8             | 28            | —             | — | —        | —        | —        |          |          |
| 1989–90    | St Cloud State Huskies | WCHA       | 36   | 4             | 17            | 21            | 37            | —             | — | —        | —        | —        |          |          |
| 1990–91    | St Cloud State Huskies | WCHA       | 41   | 18            | 30            | 48            | 52            | —             | — | —        | —        | —        |          |          |
| 1991–92    | St. Louis Blues        | NHL        | 4    | 1             | 0             | 1             | 0             | 5             | 0 | 0        | 0        | 0        |          |          |
| 1992–93    | Peoria Rivermen        | IHL        | 19   | 0             | 8             | 9             | 10            | —             | — | —        | —        | —        |          |          |
| 1992–93    | St. Louis Blues        | NHL        | 42   | 0             | 8             | 8             | 30            | 10            | 0 | 0        | 0        | 14       |          |          |
| 1993–94    | St. Louis Blues        | NHL        | 61   | 0             | 11            | 11            | 64            | —             | — | —        | —        | —        |          |          |
| 1993–94    | Vancouver Canucks      | NHL        | 8    | 0             | 1             | 1             | 0             | 24            | 1 | 6        | 7        | 16       |          |          |
| 1994–95    | Vancouver Canucks      | NHL        | 45   | 2             | 11            | 13            | 34            | 11            | 0 | 2        | 2        | 6        |          |          |
| 1995–96    | Vancouver Canucks      | NHL        | 77   | 6             | 23            | 29            | 83            | 6             | 0 | 1        | 1        | 10       |          |          |
| 1996–97    | Vancouver Canucks      | NHL        | 67   | 4             | 15            | 19            | 51            | —             | — | —        | —        | —        |          |          |
| 1997–98    | Vancouver Canucks      | NHL        | 71   | 3             | 24            | 27            | 79            | —             | — | —        | —        | —        |          |          |
| 1998–99    | Vancouver Canucks      | NHL        | 42   | 2             | 11            | 13            | 34            | —             | — | —        | —        | —        |          |          |
| 1998–99    | Florida Panthers       | NHL        | 25   | 3             | 7             | 10            | 17            | —             | — | —        | —        | —        |          |          |
| 1999–00    | Florida Panthers       | NHL        | 76   | 6             | 19            | 25            | 68            | 4             | 0 | 0        | 0        | 0        |          |          |
| 2000–01    | Florida Panthers       | NHL        | 70   | 5             | 15            | 20            | 72            | —             | — | —        | —        | —        |          |          |
| 2001–02    | Florida Panthers       | NHL        | 31   | 3             | 7             | 10            | 12            | —             | — | —        | —        | —        |          |          |
| 2001–02    | Carolina Hurricanes    | NHL        | 26   | 2             | 4             | 6             | 10            | 23            | 1 | 4        | 5        | 20       |          |          |
| 2002–03    | Carolina Hurricanes    | NHL        | 72   | 3             | 14            | 17            | 75            | —             | — | —        | —        | —        |          |          |
| 2003–04    | Carolina Hurricanes    | NHL        | 81   | 7             | 17            | 24            | 64            | —             | — | —        | —        | —        |          |          |
| 2005–06    | Carolina Hurricanes    | NHL        | 74   | 5             | 22            | 27            | 58            | 25            | 2 | 9        | 11       | 42       |          |          |
| 2006–07    | Carolina Hurricanes    | NHL        | 50   | 0             | 10            | 10            | 36            | —             | — | —        | —        | —        |          |          |
| 2007–08    | Carolina Hurricanes    | NHL        | 66   | 2             | 15            | 17            | 70            | —             | — | —        | —        | —        |          |          |
| 2008–09    | Anaheim Ducks          | NHL        | 51   | 1             | 5             | 6             | 36            | —             | — | —        | —        | —        |          |          |
| NHL celkem | NHL celkem             | NHL celkem | 1039 | 55            | 239           | 294           | 893           | 108           | 4 | 22       | 26       | 108      |          |          |

## Reprezentace
| Rok                       | Tým                       | Soutěž                    | Z  | G | A | B  | TM |
| ------------------------- | ------------------------- | ------------------------- | -- | - | - | -- | -- |
| 1992                      | USA                       | OH                        | 8  | 0 | 0 | 0  | 4  |
| 1997                      | USA                       | MS                        | 8  | 0 | 5 | 5  | 10 |
| 1999                      | USA                       | MS                        | 6  | 0 | 1 | 1  | 8  |
| 2001                      | USA                       | MS                        | 9  | 2 | 2 | 4  | 0  |
| 2006                      | USA                       | OH                        | 6  | 0 | 1 | 1  | 6  |
| Seniorská kariéra celkově | Seniorská kariéra celkově | Seniorská kariéra celkově | 37 | 2 | 9 | 11 | 28 |